# نادل

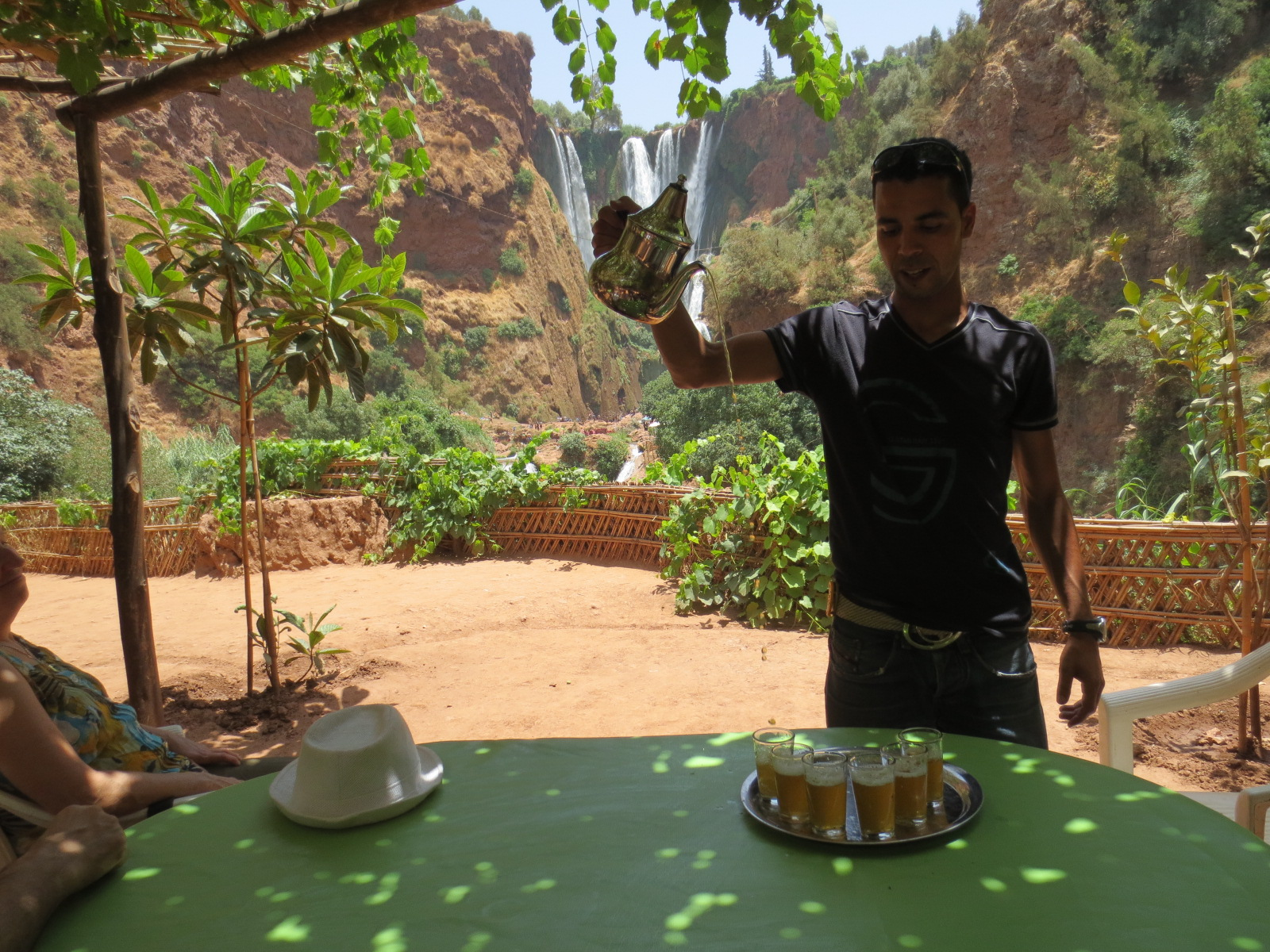
نادل يصب الأتاي أمام شلالات أوزود بإقليم أزيلال المغربي.

النادل (ج نُدُل) عامل يقوم على خدمة الزبائن في المقاهي والمطاعم، أو يقوم على تقديم الطعام والشراب لهم بشكل عام. وفي بعض الأماكن يرتدون زيا موحدا رسميا أو عاديا. وفي العديد من الثقافات يُطلب من العميل ترك بقشيش إضافي لثمن المشتريات.